# Cheile Gălzii
Cheile Gălzii alcătuiesc o arie protejată de interes național ce corespunde categoriei a IV-a IUCN (rezervație naturală de tip mixt), situată în vestul Transilvaniei, pe teritoriul județului județul Alba.

## Localizare
Aria naturală se află în partea estică a Munților Trascăului (la o altitudine cuprinsă între 350 și 700 de m) pe cursul înferior al Văii Galdei, pe teritoriul administrativ al comunei Galda de Jos, între satele Galda de Sus și Poiana Galdei.

## Descriere
Rezervația naturală a fost declarată arie protejată prin Legea Nr.5 din 6 martie 2000, publicată în Monitorul Oficial al României, Nr.152 din 12 aprilie 2000, privind aprobarea Planului de amenajare a teritoriului național - Secțiunea a III-a - zone protejate și are o suprafață de 3 ha.
Aria protejată este inclusă în situl de importanță comunitară - Trascău și reprezintă o zonă de cheiuri săpate în calcare jurasice (creste abrupte, turnuri, lapiezuri, nișe, polițe sau grohotișuri), ce conferă locului un peisaj deosebit. 

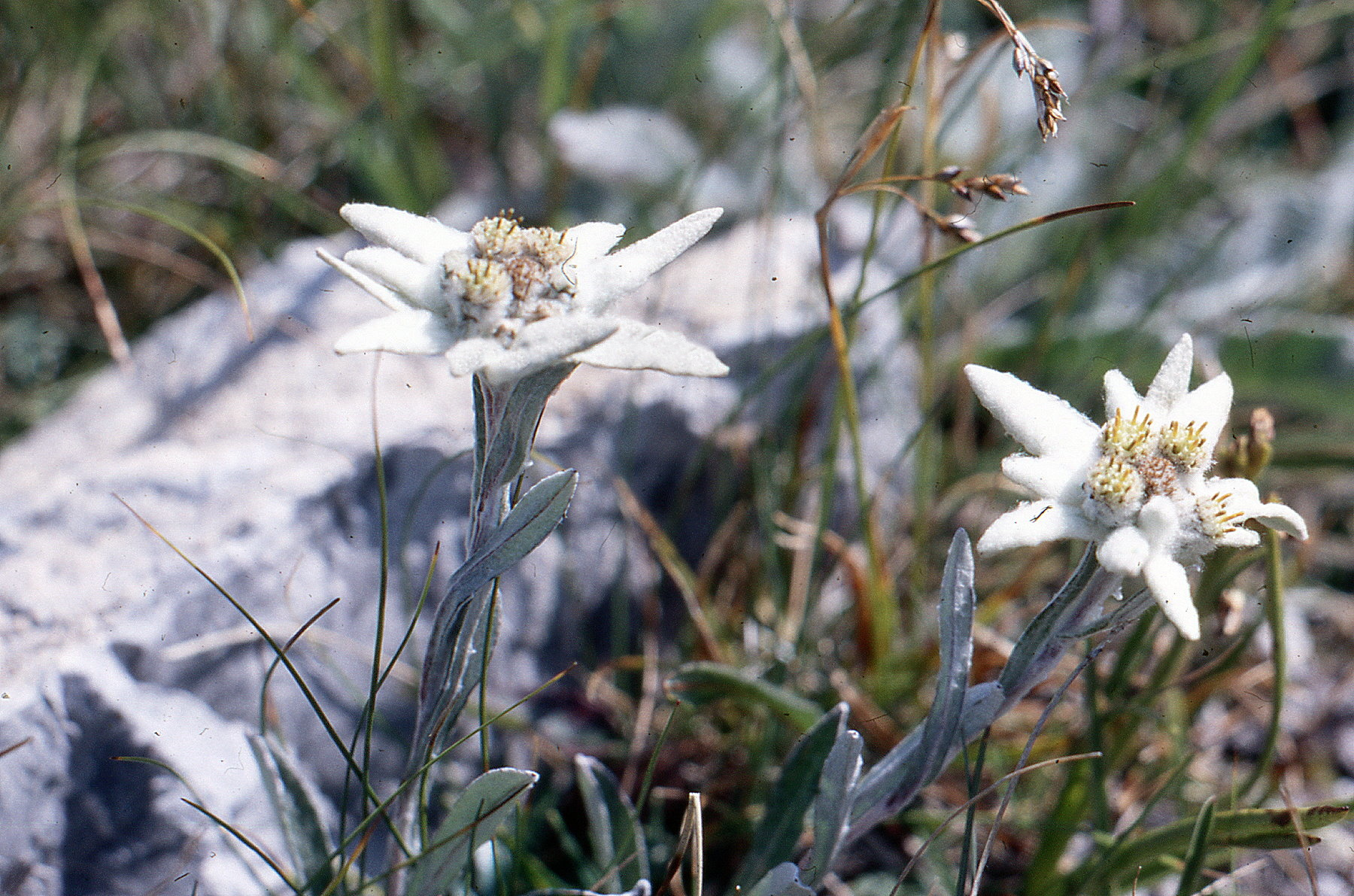
Floarea-de-colț (Leontopodium alpinum Cass.)

Flora rezervației are în componență o gamă diversă de plante cu specii de arbori (păduri de foioase), arbusti, ierburi și flori.
Specii arboricole: fag (Fagus sylvatica), stejar, (Quercus robur), gorun (Quercus petraea), mesteacăn (Betula pendula), frasin), (Fraxinus excelsior), scoruș (Sorbus dacica), mojdrean (Fraxinus ornus) sau măceș (Rosa canina) sau alun (Corylus avellana). 
La nivelul ierburilor sunt întâlnite mai multe rarități floristice de pajiște și stâncărie; printre care: floarea-de-colț (Leontopodium alpinum Cass.), firuță (Poa nemoralis), șoaldină mare (Sedum maximum), iarbă roșioară (Silene acaulis) sau gușa porumbelului (Silene viridiflora).

## Monumente și atracții turistice
În vecinătatea rezervației naturale se află câteva obiective de interes istoric, cultural și turistic; astfel:

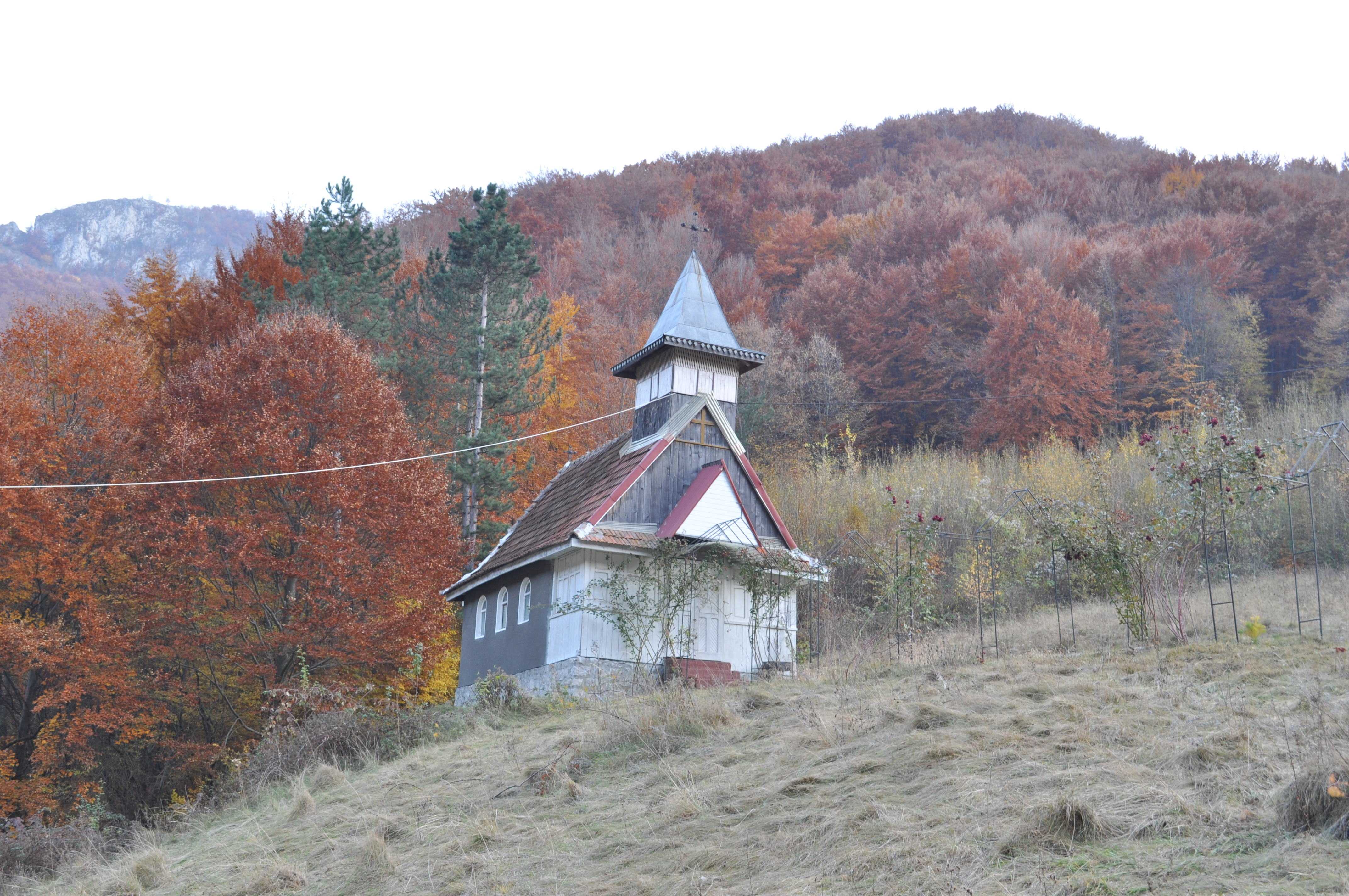
Biserica greco-catolică din Galda de Sus (cătunul Roica)

- Biserica "Nașterea Maicii Domnului" din Galda de Jos, construcție 1715, monument istoric (cod LMI AB-II-m-A-00219).
- Biserica greco-catolică din Galda de Sus.
- Biserica Sfinții Arhangheli din Galda de Sus, construcție secolul al XVII-lea, monument istoric (cod LMI AB-II-m-A-00220).
- Biserica reformată (ruine) din Benic, construcție secolul al XIII-lea, monument istoric (cod LMI AB-II-m-B-00185.01).
- Biserica "Cuvioasa Paraschiva" din Mesentea, construcție 1782, monument istoric (cod LMI AB-II-m-A-00252).
- Ariile protejate: Cheile Văii Cetii și Bulzul Gălzii.
- Trascău - sit de importanță comunitară (50.064 hectare) inclus în rețeaua ecologică Natura 2000 în România.
- Munții Trascăului (sit SPA) - arie de protecție specială avifaunistică (93.189).